# Hostýn

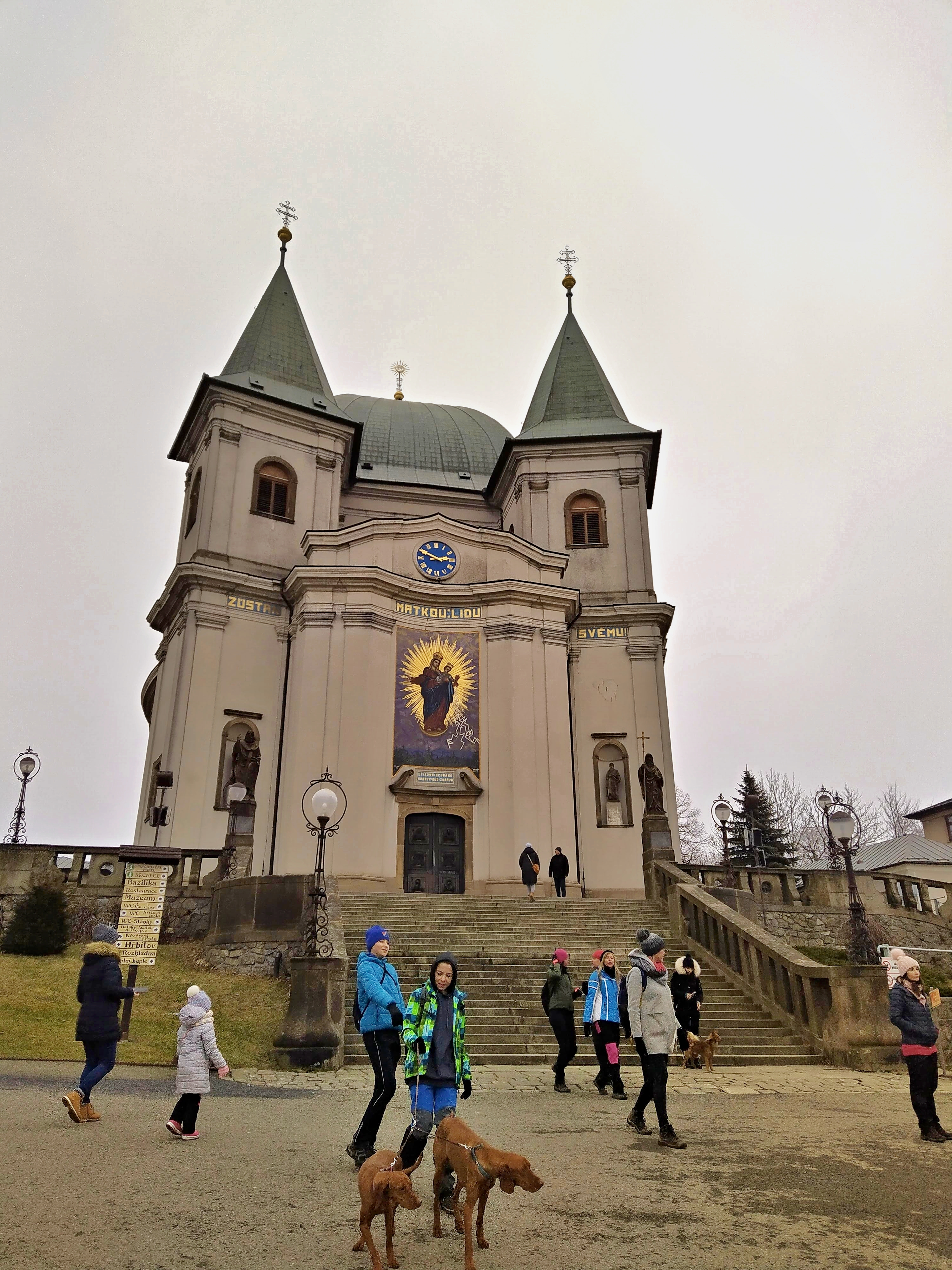
La basilica-santuario di Hostýn

Hostýn è una località montana della Moravia, presso Chvalčov, nella regione di Zlín.
Sorge a 735 metri sul livello del mare.
È sede di un santuario mariano dedicato all'Assunta che, dal 1982, ha la dignità di basilica minore.

## Storia
Le prime testimonianze storiche sul santuario di Hostýn risalgono al Seicento. Secondo la tradizione agiografica, il santuario fu costruito nel XIII secolo per ringraziare la Vergine per aver protetto la popolazione durante le incursioni tartare; secondo un'altra leggenda, il luogo di culto mariano fu eretto dai santi Cirillo e Metodio sui resti di un luogo di culto pagano da loro distrutto.
La costruzione del santuario iniziò nel 1721 e il 28 luglio 1748 il vescovo di Olomouc consacrò l'edificio. Nel 1784 l'imperatore Giuseppe II proibì i pellegrinaggi a Hostýn e il santuario iniziò a decadere: dopo un lavoro di restauro, l'edificio fu  riconsacrato nel 1845.
Con decreto del 9 agosto 1982 papa Giovanni Paolo II ha arricchito il santuario di Hostýn con il titolo e la dignità di basilica minore.